# Pseuduraecha punctiventris
Pseuduraecha punctiventris är en skalbaggsart som först beskrevs av Heller 1926.  Pseuduraecha punctiventris ingår i släktet Pseuduraecha och familjen långhorningar. Inga underarter finns listade i Catalogue of Life.